# TP d'Or 2004
Els premis TP d'Or 2004 foren entregats el 22 de gener de 2005 en un acte al Palacio de Congresos (Campo de las Naciones) presentat per Carlos Sobera, José Corbacho i els actors d'Homo Zapping.
| Categoria                                  | Programa               | Persona                | Resultat   |
| ------------------------------------------ | ---------------------- | ---------------------- | ---------- |
| Actor                                      | Aquí no hay quien viva | Fernando Tejero        | Guanyador  |
| Actor                                      | Aquí no hay quien viva | Luis Merlo             | Nominat    |
| Actor                                      | Cuéntame cómo pasó     | Imanol Arias           | Nominat    |
| Actriu                                     | 7 vidas                | Amparo Baró            | Guanyadora |
| Actriu                                     | Cuéntame cómo pasó     | Ana Duato              | Nominada   |
| Actriu                                     | Aquí no hay quien viva | Mariví Bilbao          | Nominada   |
| Presentador/a de Programes d'Entreteniment | Allá tú                | Jesús Vázquez          | Guanyador  |
| Presentador/a de Programes d'Entreteniment | Crónicas Marcianas     | Javier Sardà           | Nominat    |
| Presentador/a de Programes d'Entreteniment | Dos Rombos             | Lorena Berdún          | Nominada   |
| Presentador/a de Magazines                 | Cada día               | María Teresa Campos    | Guanyadora |
| Presentador/a de Magazines                 | A tu lado              | Emma García            | Nominada   |
| Presentador/a de Magazines                 | Las cerezas            | Julia Otero            | Nominada   |
| Presentador/a d'Informatius                | Antena 3 Noticias      | Matías Prats Luque     | Guanyador  |
| Presentador/a d'Informatius                | Informativos Telecinco | Àngels Barceló         | Nominada   |
| Presentador/a d'Informatius                | Telediario             | Lorenzo Milá           | Nominat    |
| Sèrie Nacional                             | Aquí no hay quien viva | Aquí no hay quien viva | Guanyador  |
| Sèrie Nacional                             | 7 vidas                | 7 vidas                | Nominat    |
| Sèrie Nacional                             | Cuéntame cómo pasó     | Cuéntame cómo pasó     | Nominat    |
| Informatiu diari                           | Antena 3 Noticias      | Antena 3 Noticias      | Guanyador  |
| Informatiu diari                           | Informativos Telecinco | Informativos Telecinco | Nominat    |
| Informatiu diari                           | Telediario             | Telediario             | Nominat    |
| Programa d'entreteniment                   | Homo Zapping           | Homo Zapping           | Guanyador  |
| Programa d'entreteniment                   | Crónicas Marcianas     | Crónicas Marcianas     | Nominat    |
| Programa d'entreteniment                   | Cruz y Raya Show       | Cruz y Raya Show       | Nominat    |
| Magazine                                   | A tu lado              | A tu lado              | Guanyador  |
| Magazine                                   | Las cerezas            | Las cerezas            | Nominat    |
| Concurs                                    | Pasapalabra            | Pasapalabra            | Guanyador  |
| Concurs                                    | Allá tú                | Allá tú                | Nominat    |
| Concurs                                    | Saber y Ganar          | Saber y Ganar          | Nominat    |
| Concurs Reality                            | Eurojunior             | Eurojunior             | Guanyador  |
| Concurs Reality                            | Gran hermano           | Gran hermano           | Nominat    |
| Concurs Reality                            | La Granja              | La Granja              | Nominat    |
| Programa del Cor                           | Aquí hay tomate        | Aquí hay tomate        | Guanyador  |
| Programa del Cor                           | Corazón, corazón       | Corazón, corazón       | Nominat    |
| Programa del Cor                           | Salsa Rosa             | Salsa Rosa             | Nominat    |
| Programa Infantil/Juvenil                  | Los Lunnis             | Los Lunnis             | Guanyador  |
| Programa Infantil/Juvenil                  | El conciertazo         | El conciertazo         | Nominat    |
| Programa Infantil/Juvenil                  | Megatrix               | Megatrix               | Nominat    |
| Serie d'animació                           | Els Simpson            | Els Simpson            | Guanyador  |